# Znamjanka
Znamjanka (Oekraïens: Знам'янка) - is een stad in het midden van Oekraïne in oblast Kirovohrad. Het is een belangrijk spoorwegknooppunt en het ligt op de grens van de bos-steppezone (in het noorden) en de steppezone (in het zuiden). De stad heeft 21.221 inwoners (2022).

## Geografie

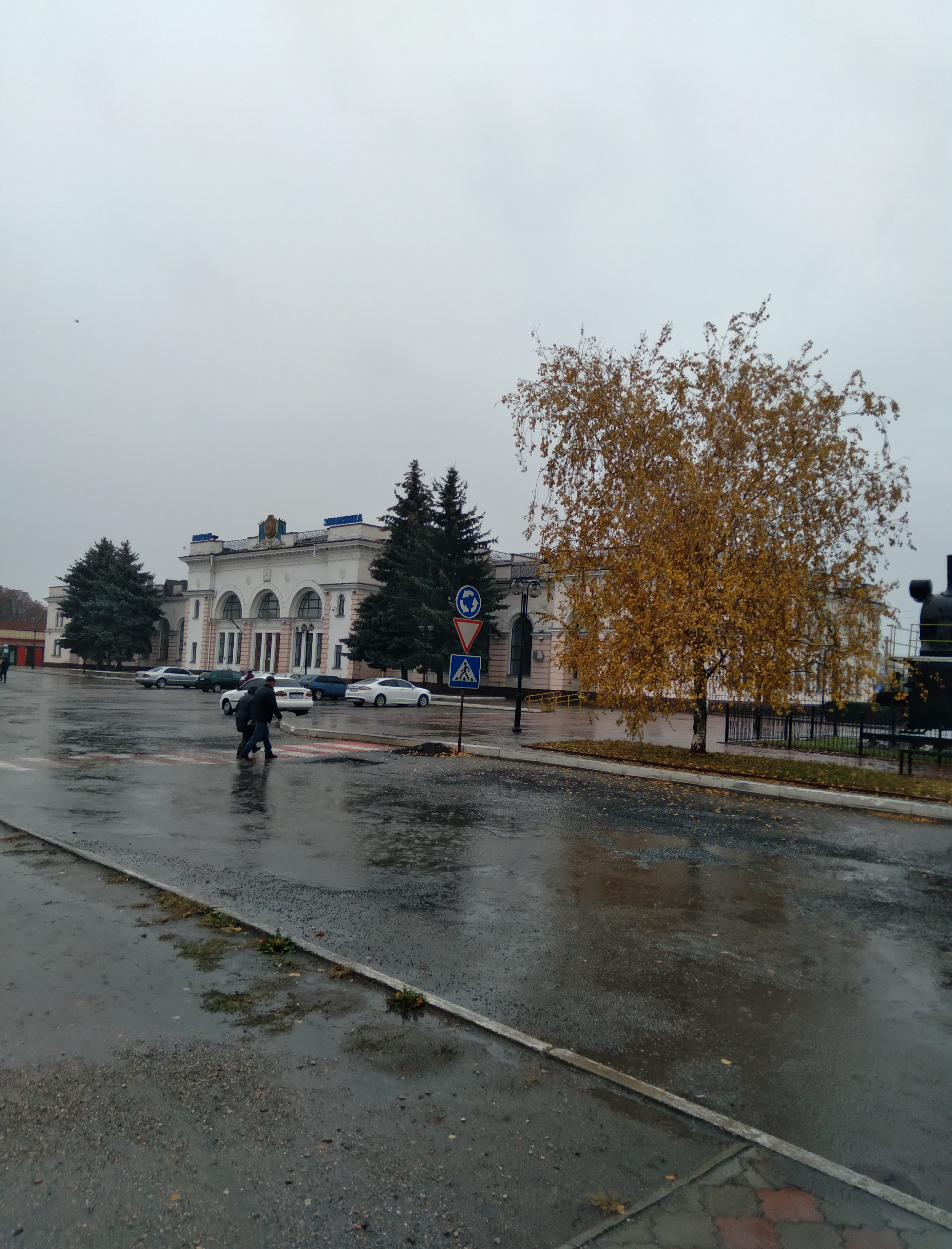
treinstation

De stad ligt tussen de bossteppe (in het noorden) en de steppezones (in het zuiden), 40 km ten noordoosten van het regionale centrum Kropyvnytsky.

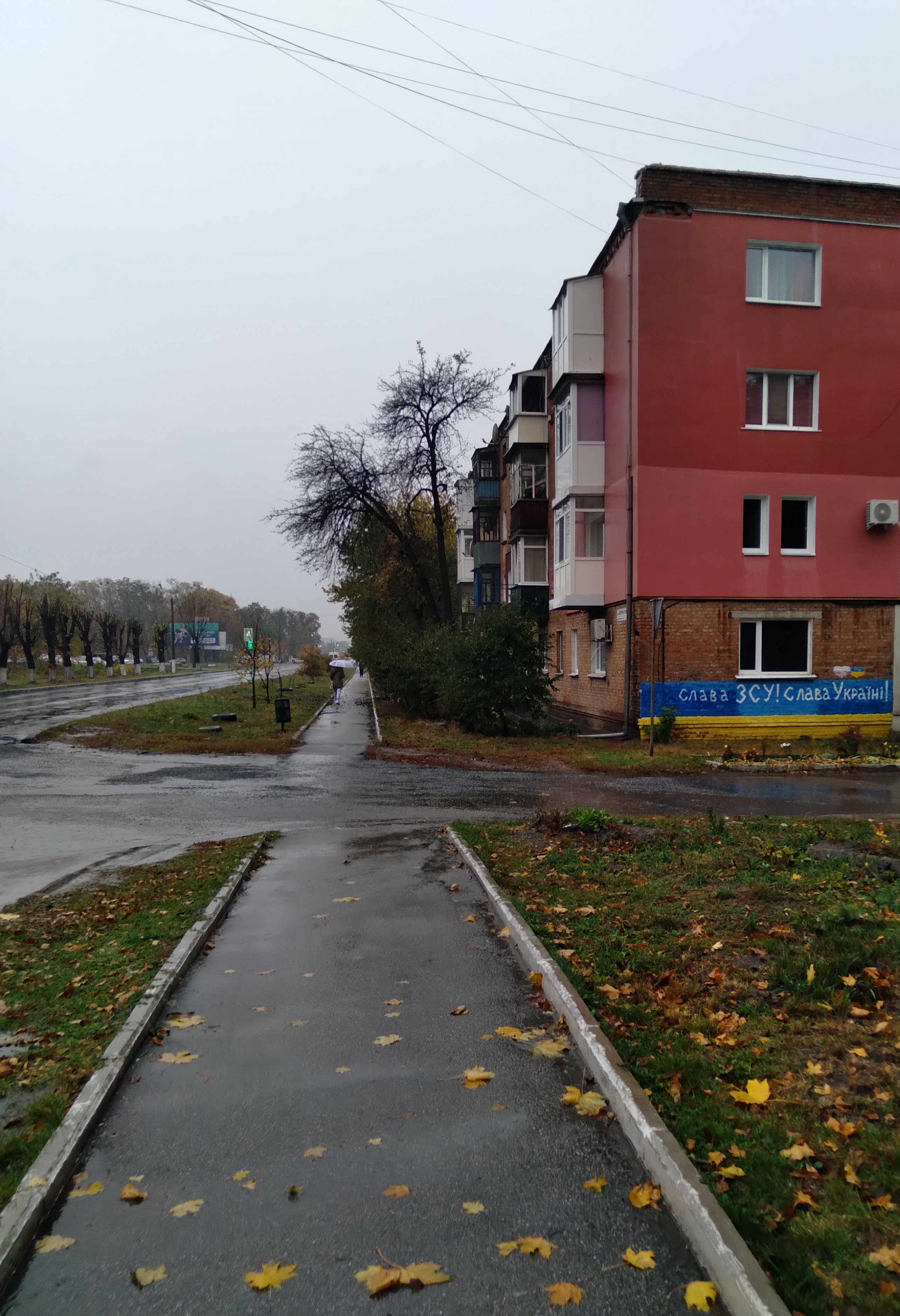
centrale straat

## Geschiedenis

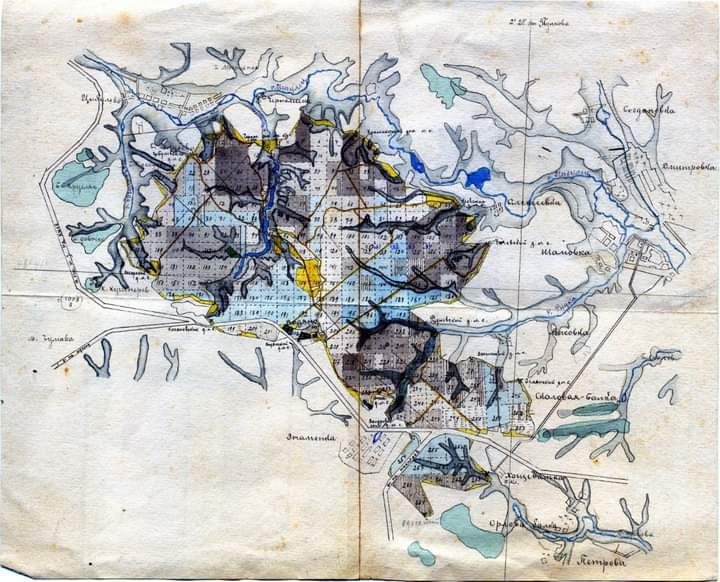
kaart van het einde van de 19e eeuw

Znamjanka werd in 1869 gesticht als treinstation en vernoemd naar het dichtstbijzijnde dorp dat in 1730 werd gesticht door immigranten uit de provincie Oryol (tegenwoordig Znamjanka Druha).
In 1886 woonden hier 143 mensen, en in 1913 zesduizend.
Tijdens de Oekraïense Onafhankelijkheidsoorlog (1917-1921) stond Znamjanka onder de controle van de Volksrepubliek Oekraïne en de Republiek Kholodny Yar. In 1920 veroverde het Sovjetleger de stad voor de derde keer. 

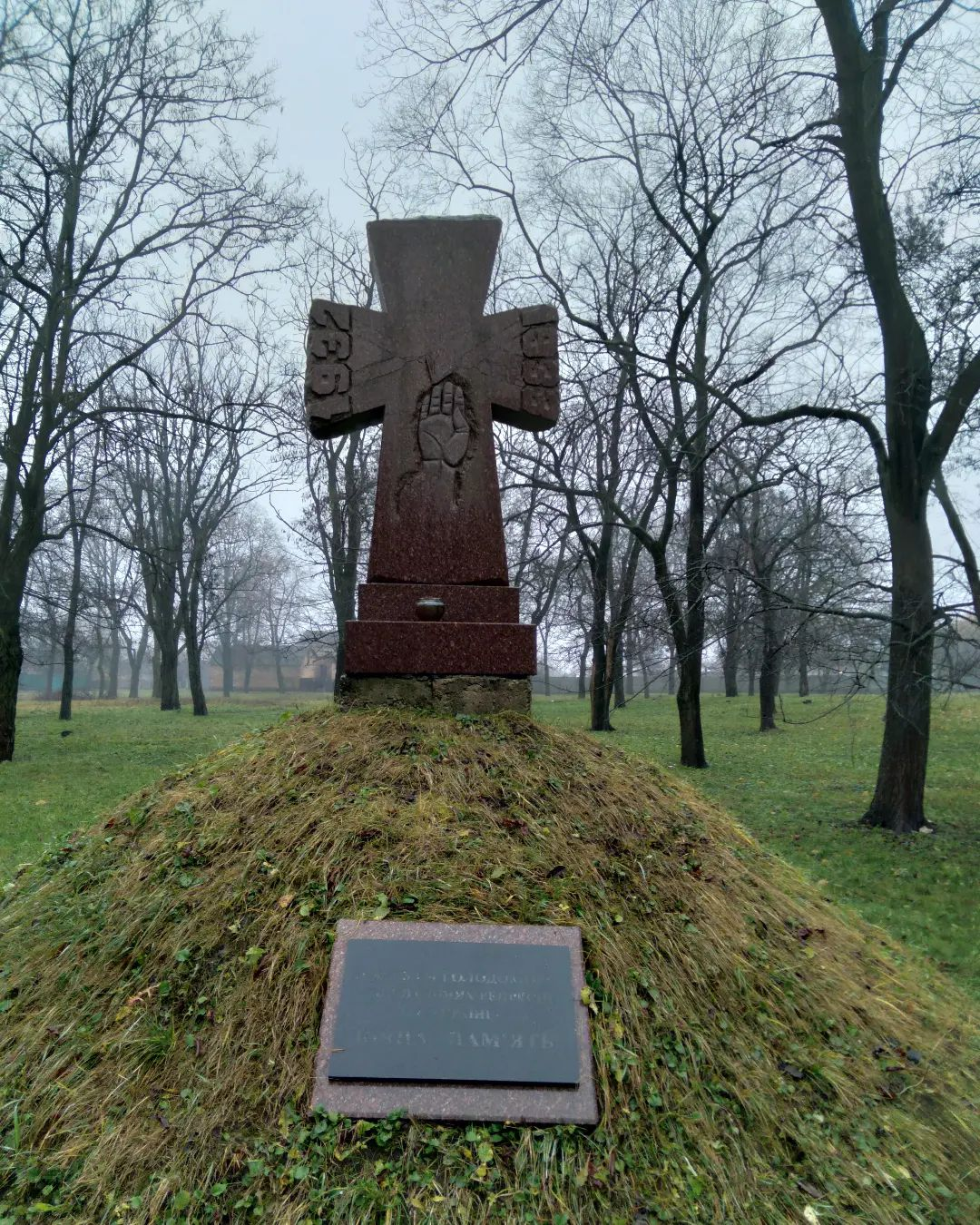
Een monument voor de slachtoffers van de Holodomor (het monument is gebouwd in 2008)

Tijdens de Holodomor en Sovjetrepressie stierven minstens 800 inwoners van Znamjanka. In 1938 kreeg het de status van stad.
Tijdens de Tweede Wereldoorlog, van 5 augustus 1941 tot 9 december 1943, werd de stad bezet door de nazi's. In het bos aan de rand van de stad lag het grootste centrum van de Sovjet-partizanenbeweging in de regio. Onder de lokale bevolking is de heldin Loekija Stachenko (1879-1973) bekend, die als burger de partizanen hielp en honderden levens redde van de bezetters.
Na de Tweede Wereldoorlog werd in 1952 een nieuw treinstation gebouwd, in de jaren zestig werden woongebouwen van vijf verdiepingen gebouwd, in 1977 het Stadspaleis van Cultuur en in de jaren tachtig woongebouwen van negen verdiepingen.

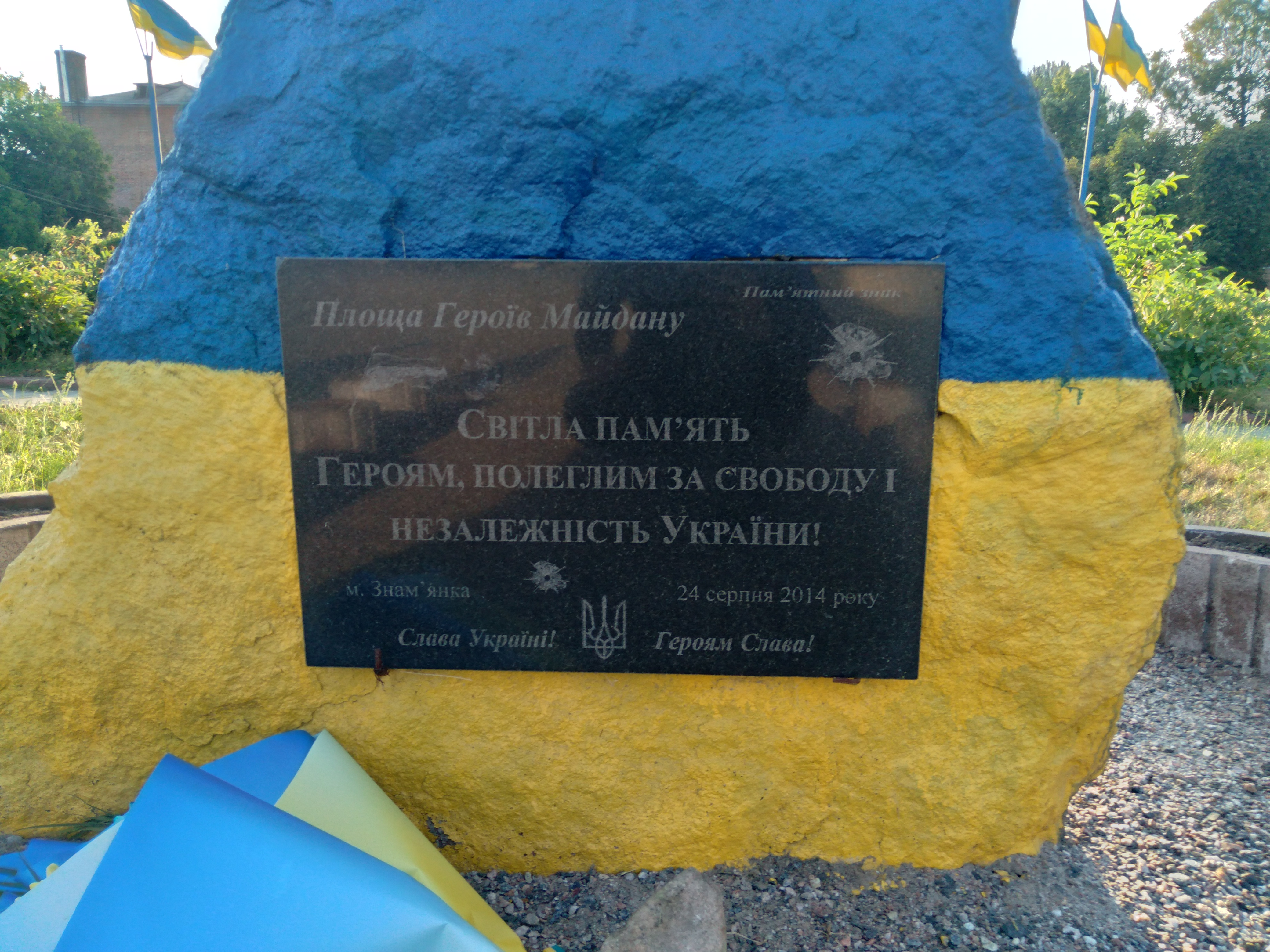
Een monument voor de Euromaidan-evenementen

Tijdens de oorlog in Donbas namen meer dan 1.000 inwoners van Znamjanka deel aan de vijandelijkheden. Twaalf stierven; de centrale straat werd hernoemd naar een van hen: Viktor Holiy.
In 2020 werd de stadsgemeenschap Znamjanka gecreëerd, die één stad, één stadachtige nederzetting omvatte - Znamjanka Druha, en 4 dorpen: Petrove, Vodjane, Sokilnyky en Novooleksandrivka.

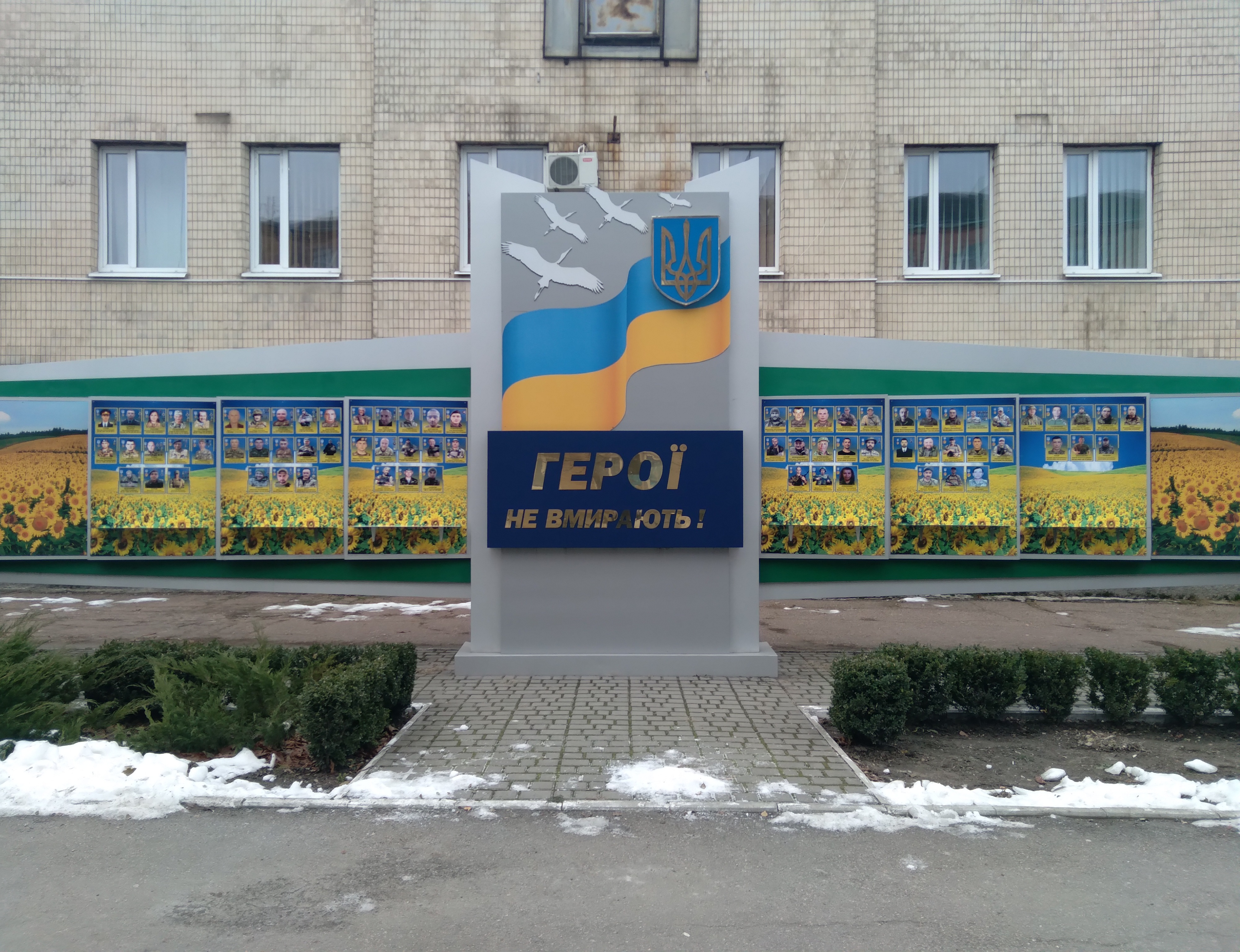
gedenkplaat voor de helden van de Russisch-Oekraïense oorlog

Tijdens de grootschalige invasie van Oekraïne werd Znamjanka een toevluchtsoord voor enkele duizenden vluchtelingen uit het zuidoosten van het land.

## Cultuur

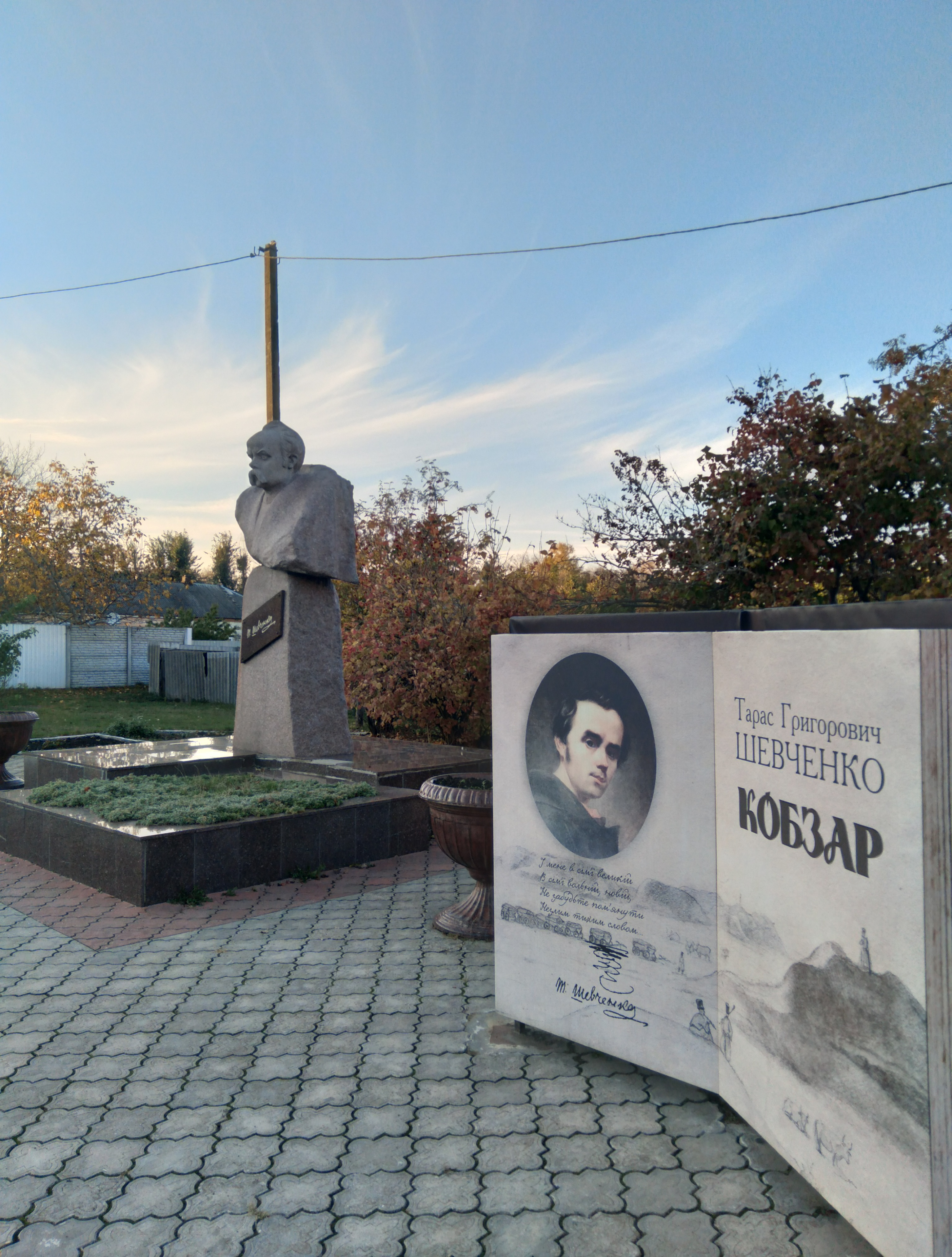
Monument voor Taras Sjevtsjenko

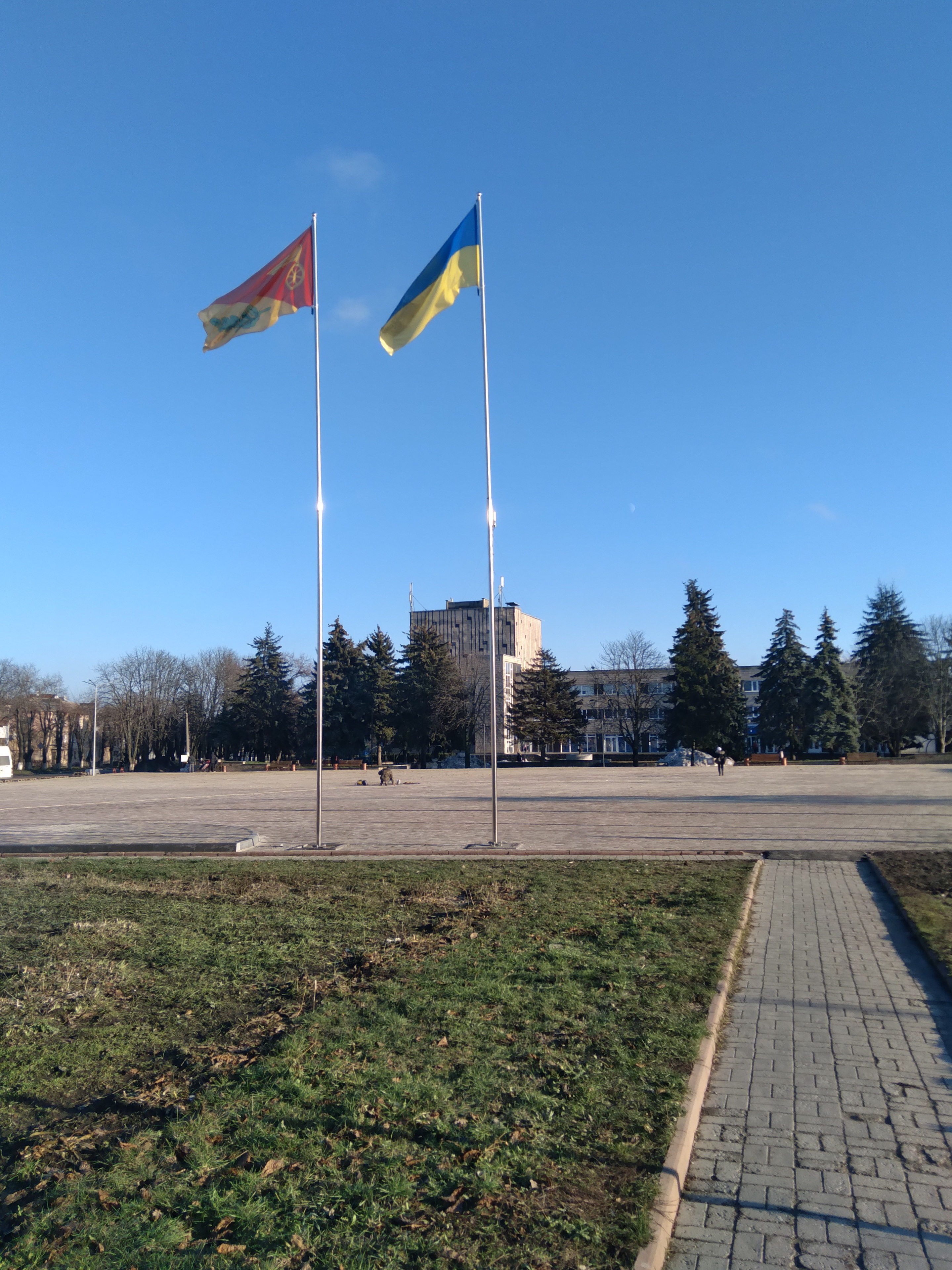
Stadscentrum, Euromaidan Heldenplein